# Pilar Barril
Pilar Barril Fuster (Barcellona, 10 ottobre 1931 – Barcellona, 30 settembre 2011) è stata una tennista spagnola.

## Carriera
Ha vinto i campionati nazionali spagnoli nove volte in singolare, un numero da record condiviso con Carmen Perea, dieci volte nel doppio femminile e due nel doppio misto. Fuori dalla Spagna ha ottenuto i risultati migliori sulla terra del Roland Garros, nel 1957 ha raggiunto i quarti di finale nel doppio in coppia con Jadwiga Jędrzejowska mentre nel 1961 è avanzata ai quarti nel singolare arrendendosi solo a Edda Buding in tre set.
Per dieci anni consecutivi è scesa in campo a Wimbledon senza tuttavia riuscire a superare il secondo turno nelle varie discipline.